# Marek Dera
Marek Dera (ur. 20 października 1973 w Gdańsku) – polski żużlowiec.

## Życiorys
Sport żużlowy uprawiał w latach 1990–2003, reprezentując barwy klubów: Wybrzeże Gdańsk (1990–1994, 1996–2000, 2003), Wanda Kraków (1995), Start Gniezno (2001) oraz TŻ Lublin (2002). 
Brązowy medalista drużynowych mistrzostw Polski (1999). Finalista drużynowego Pucharu Polski (Częstochowa 1994 – IV miejsce). Finalista indywidualnych mistrzostw Polski (Bydgoszcz 1998 – XV miejsce). Dwukrotny finalista młodzieżowych indywidualnych mistrzostw Polski (Tarnów 1992 – XIV miejsce, Tarnów 1994 – XI miejsce). Finalista młodzieżowych mistrzostw Polski par klubowych (Rybnik 1993 – VI miejsce). Finalista turnieju o "Złoty Kask" (Wrocław 1998 – XI miejsce). Finalista turnieju o "Brązowy Kask" (1991 – VII miejsce).